# Goteira

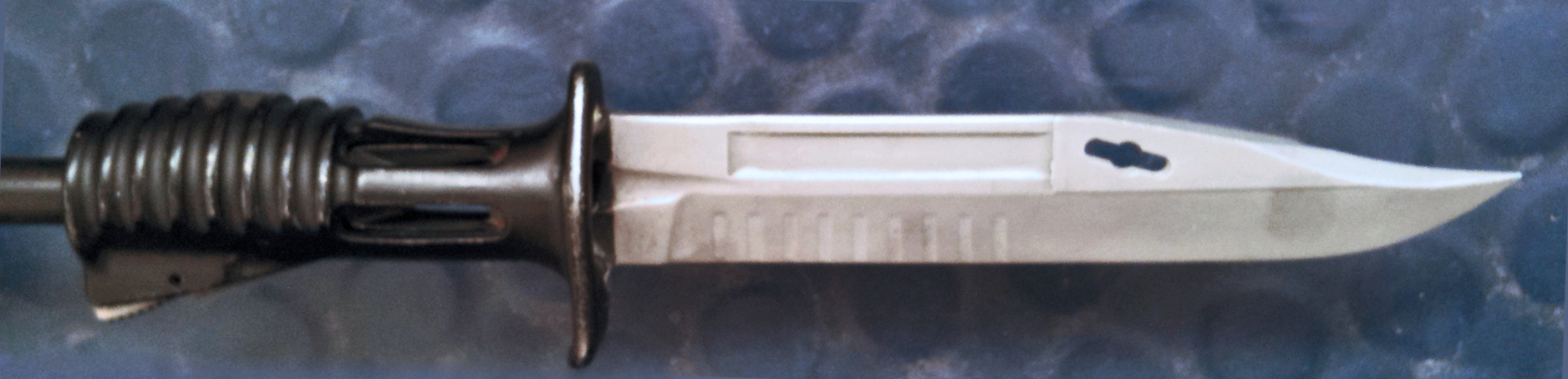
Baioneta inglesa com sangrador cavado na lâmina.

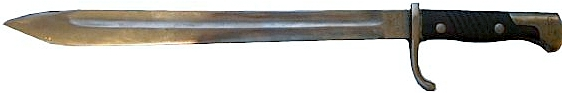
Alfange alemão, com goteira

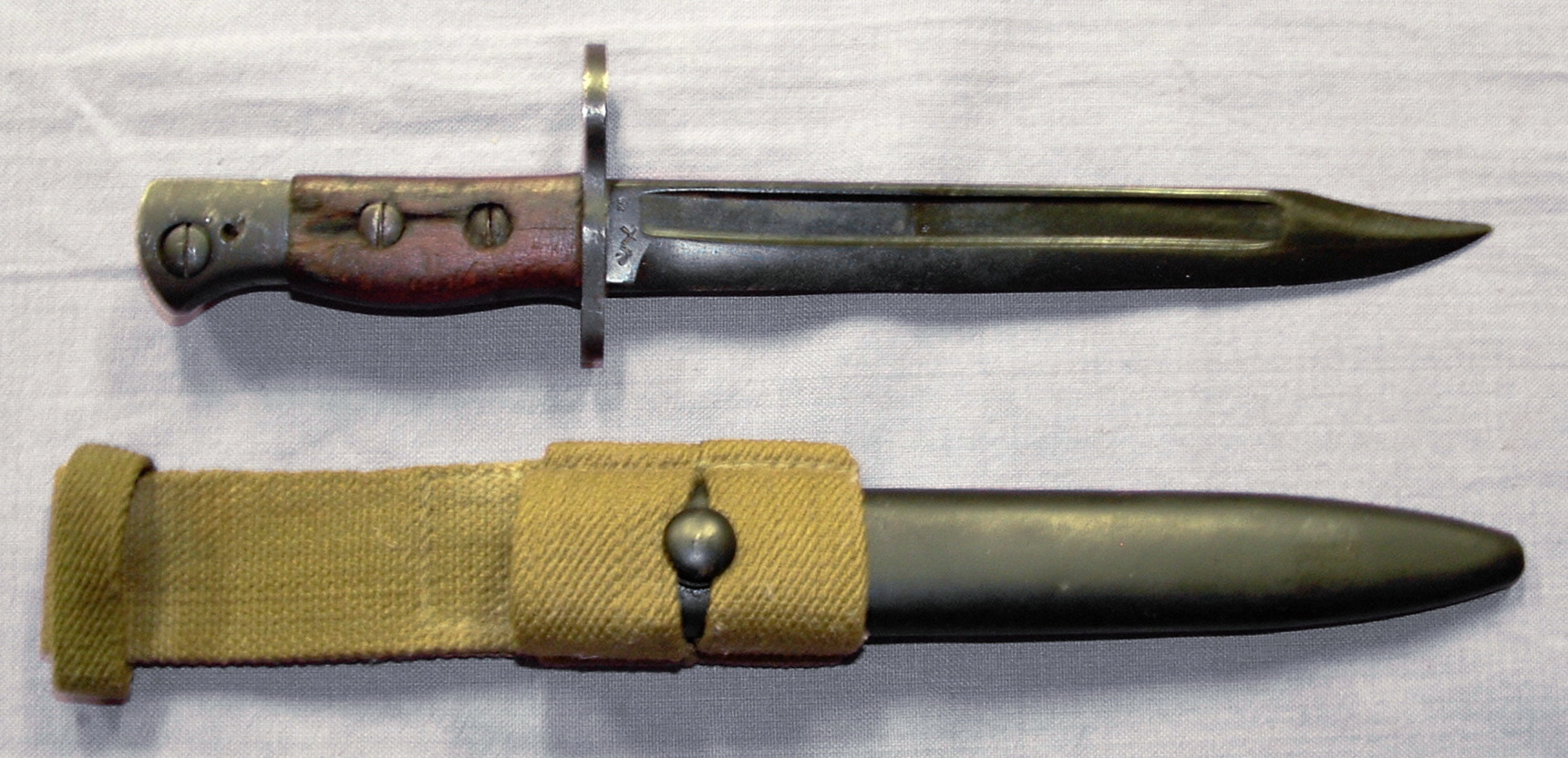
Baioneta com sangrador

A  goteira, também chamado sangrador ou mosca, é a ranhura, concavidade ou sulco aberto na face da lâmina de uma arma branca, com o intuito principal de a tornar mais leve, sem deitar a perder a resistência e a flexibilidade do metal da lâmina.

## Etimologia
Os nomes «sangrador» e «goteira» são alusivos a um suposto efeito, atribuído a este tipo de entalhe das lâminas das armas brancas, de promover o sangramento da vítima apunhalada pela arma, ao oferecer um canal, por onde o sangue pudesse circular para fora do corpo, enquanto a lâmina se encontrasse alojada dentro da vítima. Em teoria, também poderiam servir para combater um putativo efeito de sucção ou de ventosa, que se poderia proporcionar ao espetar a lâmina demasiado fundo, o que dificultaria a remoção da arma do corpo da vítima.
No entanto, tais efeitos nunca foram confirmados cientificamente, crendo-se presentemente que os relatos medievais que a eles fazem menção sejam mormente apócrifos.

## Funções e utilidade
Afigura-se provável que nas armas históricas, as considerações estéticas e mecânicas (no que concerne ao peso, rigidez e resistência da lâmina) tenham sido os escopos principais deste tipo de ranhuras.

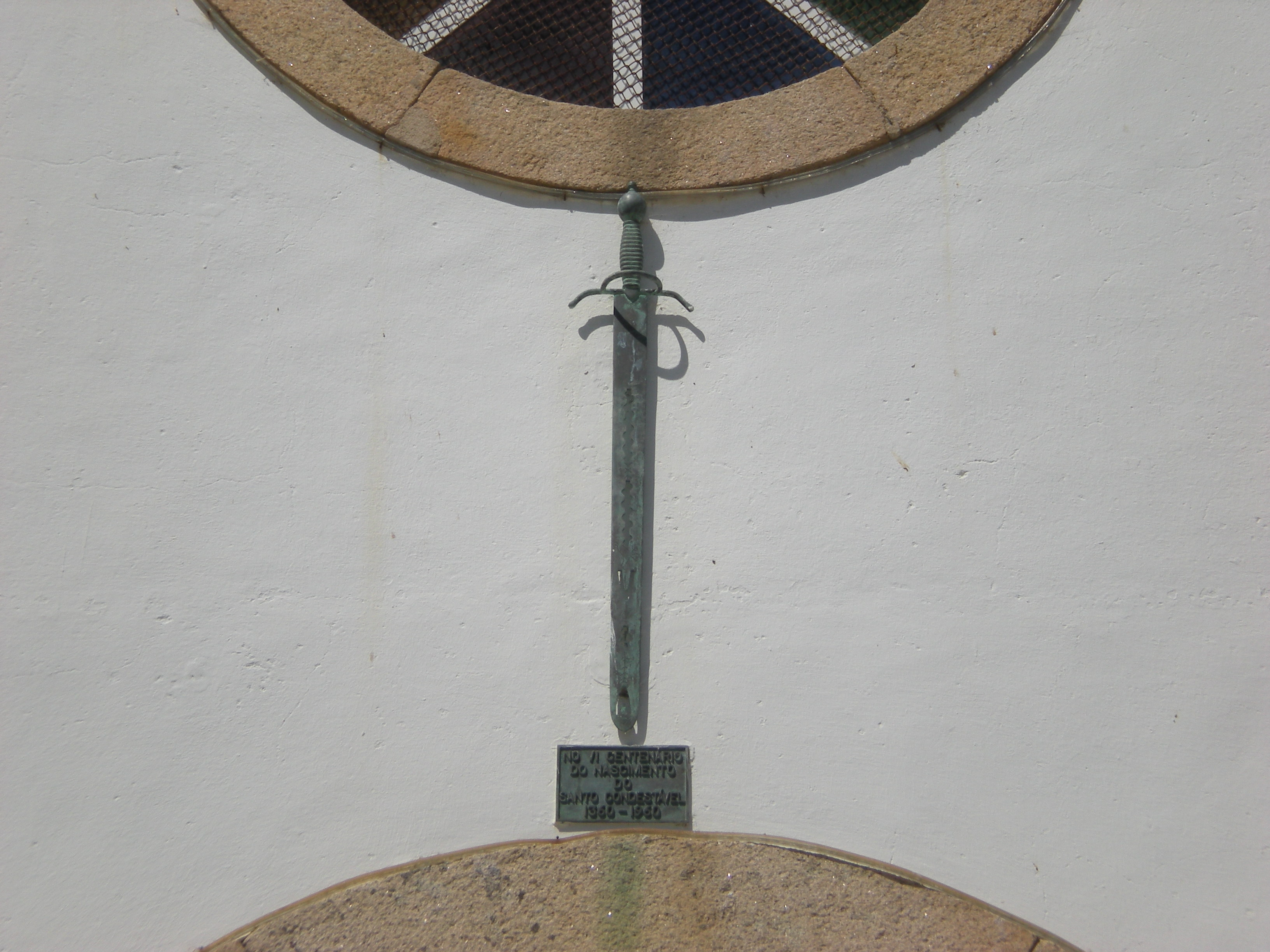
Réplica da espada de D. Nuno Alvares Pereira na Igreja de Flor da Rosa

Sem embargo, é sabido também que as goteiras, em certos tipos de armas brancas, como por exemplo nos estiletes, também serviam para ajudar a acumular maiores quantidades de veneno, quando se untavam as lâminas de armas com venenos, como a cicuta, o acónito ou o heléboro-fétido.

## Exemplos históricos
A espada historicamente atribuída a D. Nuno Álvares Pereira destaca-se pelas goteiras ornamentais em forma de serpe, no forte e no médio (primeiros dois terços) da folha da lâmina da espada, e pelas goteiras em forma de coração no fraco (último terço da folha da lâmina) e junto à ponta da espada.